# Ashley Johnson
Ashley Suzanne Johnson (Camarillo, 9 de agosto de 1983) é uma atriz e dubladora estadunidense, mais conhecida por seu papel de Ellie nos aclamados jogos The Last Of Us e The Last of Us Part II e como a Agente Especial William Patterson em Blindspot, da NBC. Por seu papel de Ellie, recebeu prêmios BAFTA de 'melhor atriz de voz' em 2013 e 2015.

## Vida pessoal
Johnson nasceu em Camarillo, Califórnia, em 9 de agosto de 1983. Em 2000, perdeu o pai, que havia sido diagnosticado com câncer de fígado e pulmão em abril do mesmo ano.
Desde 2012, Johnson está em um relacionamento com o escritor, poeta, e cantor Brian W. Foster, que apresenta o aftershow de Critical Role, Talks Machina.

## Carreira
Em 2012, apareceu em The Avengers como uma garçonete que é salva pelo Steve Rogers / Capitão América. Apesar de ser um papel curto, a edição blu-ray do filme contém algumas cenas deletadas que estendem seu papel.
Entre 2015 e 2020, interpretou a Agente Especial Patterson, chefe da Unidade de Ciência Forense do FBI em Nova Iorque no drama criminal da NBC, Blindspot.
Ela co-estrelou como a personagem Ellie em The Last of Us, jogo que foi recebido com aclamação crítica e sucesso comercial. Pela atuação, recebeu o prêmio BAFTA de melhor atriz e dubladora. Após reprisar o papel em The Last of Us: Left Behind, recebeu outro prêmio BAFTA de melhor atriz.
Johnson participou em vários shows do Geek & Sundry. Em 2015, iniciou a atuação na websérie de role-playing Critical Role. Em 2018, devido ao sucesso e crescimento da websérie Critical Role, houve uma separação de projetos, com Johnson participando da co-criação da Critical Role Productions, empresa que passou a produzir os próprios shows e podcasts da série.
Em 2020, Johnson foi anunciada como presidente da Critical Role Foundation.

## Filmografia

### Televisão
| Ano             | Título                                    | Papel                                                                                         | Observação                      | Fonte  |
| --------------- | ----------------------------------------- | --------------------------------------------------------------------------------------------- | ------------------------------- | ------ |
| 1995            | Mina e o Conde                            | Mina                                                                                          | Ep. Interlude with a Vampire    | [ 1 ]  |
| 2001            | Recess Christmas: Miracle on Third Street | Gretchen Grundler                                                                             |                                 | [ 1 ]  |
| 2003            | Recess: All Growed Down                   | Gretchen Grundler                                                                             |                                 | [ 1 ]  |
| 2003            | Recess: Taking the Fifth Grade            | Gretchen Grundler                                                                             |                                 | [ 1 ]  |
| 2004–2006       | Teen Titans                               | Terra                                                                                         | 7 episódios                     | [ 1 ]  |
| 2008–2010       | Ben 10: Alien Force                       | Gwen Tennyson, Carol Smith, Cicely, outros                                                    | 45 episódios                    | [ 1 ]  |
| 2010–2012       | Ben 10: Ultimate Alien                    | Gwen Tennyson, Diamondhead, Clockwork, Humungousaur, Upchuck, Rath, Sunny, Mrs. Rozum, outros | 52 episódios                    | [ 1 ]  |
| 2012–2014       | Ben 10: Omniverse                         | Gwen Tennyson, Gwen 10, XLR8, Wildvine, Margie, outros                                        | 21 episódios                    | [ 1 ]  |
| 2013–2019       | Teen Titans Go!                           | Terra                                                                                         | 7 episódios                     | [ 1 ]  |
| 2015            | Naruto: Shippuden                         | Shiseru                                                                                       | 6 episódios; dublagem americana | [ 19 ] |
| 2015–2017       | Teenage Mutant Ninja Turtles              | Renet                                                                                         | 6 episódios                     | [ 1 ]  |
| 2015–2020       | Blindspot                                 | Patterson                                                                                     | Protagonista                    | [ 8 ]  |
| 2016; 2019–2020 | Infinity Train                            | Tulip Olsen, Steward, Lake / Mirror Tulip                                                     | Protagonista; 20 episódios      | [ 20 ] |
| 2023            | The Last of Us                            | Anna                                                                                          | Episódio: Look for the Light    | [ 21 ] |

### Jogos eletrônicos
| Ano       | Título                                    | Papel                           | Observação                                                                      | Fonte  |
| --------- | ----------------------------------------- | ------------------------------- | ------------------------------------------------------------------------------- | ------ |
| 2005      | Teen Titans                               | Terra                           |                                                                                 | [ 1 ]  |
| 2008      | Ben 10: Alien Force                       | Gwen Tennyson                   |                                                                                 | [ 1 ]  |
| 2009      | Ben 10 Alien Force: Vilgax Attacks        | Gwen Tennyson                   |                                                                                 | [ 1 ]  |
| 2009      | FusionFall                                | Gwen Tennyson                   |                                                                                 | [ 1 ]  |
| 2010      | Ben 10 Ultimate Alien: Cosmic Destruction | Gwen Tennyson                   |                                                                                 | [ 1 ]  |
| 2011      | Cartoon Network: Punch Time Explosion     | Gwen Tennyson                   |                                                                                 | [ 1 ]  |
| 2013      | The Last of Us                            | Ellie                           | 2013 VGX Award for Best Voice Actress 2013 BAFTA Games Award for Best Performer | [ 1 ]  |
| 2014      | The Last of Us: Left Behind               | Ellie                           | 2014 BAFTA Games Award for Best Performer                                       | [ 1 ]  |
| 2014      | Infamous First Light                      | Jenny                           |                                                                                 | [ 1 ]  |
| 2015      | Lego Dimensions                           | Terra                           |                                                                                 | [ 1 ]  |
| 2015      | Marvel Heroes                             | Spider-Gwen                     |                                                                                 | [ 25 ] |
| 2015      | Tales from the Borderlands                | Gorty, voz do sistema Hyperion  |                                                                                 | [ 1 ]  |
| 2015      | Skylanders: SuperChargers                 | Gadfly Glades Collector         |                                                                                 | [ 26 ] |
| 2015–2017 | Minecraft: Story Mode                     | Petra                           |                                                                                 | [ 1 ]  |
| 2016      | Lego Marvel Avengers                      | Beth the Waitress               |                                                                                 | [ 27 ] |
| 2016      | The Witness                               |                                 |                                                                                 | [ 28 ] |
| 2018      | Pillars of Eternity II: Deadfire          | Narrador, Pike Trickfoot, Ydwin |                                                                                 | [ 1 ]  |
| 2020      | The Last of Us Part II                    | Ellie                           | Nomeada para Best Performance at The Game Awards 2020                           | [ 1 ]  |

### Live action
| Ano           | Título        | Papel | Observação                            | Fonte                |
| ------------- | ------------- | --- | ------------------------------------- | -------------------- |
| 2015–presente | Critical Role | - Pike Trickfoot (Campanha 1 - Vox Machina) - Yasha Nydoorin (Campanha 2 - The Mighty Nein) - Fearne Calloway (Exandria Unlimited e Campanha 3) | Websérie de role-playing, co-criadora | [ 30 ] [ 31 ] [ 32 ] |